# Kisapold
Kisapold (románul: Apoldu de Jos, korábban Apoldul Mic, Apoldu Românesc vagy Polda Mică, németül: Kleinpold, szász nyelven Klipult) falu Romániában, Szeben megyében, az azonos nevű község központja.

## Fekvése
A megyeközpont Nagyszebentől 39 kilométerre északnyugatra fekszik, és a DJ107B megyei szintű úton közelíthető meg. A község területének 39%-a szántóföld, 21%-a erdő, 18%-a legelő, 14%-a rét és 3%-a szőlő.

## Története
Külterületén villa rustica maradványait és 206 darab római kori érmet találtak. Első írásos említése 1289-ből maradt fenn Apoldya Inferior néven. A középkor végén Szerdahelyszékhez tartozó szász falu volt, vásártartási joggal. 1510-ben 36 adófizető családfő lakta. Az átvonuló hadak többször pusztították, főként 1599 és 1601 között Mihály vajda és Basta katonái, és szász lakosságát lassanként románok váltották fel. 1628-ban még a teljes elöljáróságot szászok alkották, 1649-ben, amikor negyven román és nyolc szász családfőt írtak össze, választottak be először két román esküdtet. 1656-ban tette le az esküt az első román falubíró (folnagy), Roman Carata. 1752-ben hatvan landlert telepítettek be, akik azonban valószínűleg nemsokára továbbköltöztek. Evangélikus egyháza 1776-ban öt férfiból és hét nőből állt. Az elnéptelenedett egyházat 1865-ben számolták föl. 1876-ban Szeben vármegyéhez csatolták. Lakói zöldség-, burgonya- és szőlőtermesztéssel foglalkoznak.

## Lakossága
- 1850-ben 2145 lakosából 2082 volt román, 58 cigány és 5 szász nemzetiségű; 2115 ortodox, 25 görögkatolikus és 5 evangélikus vallású.
- 2002-ben 1199 lakosából 1180 volt román és 17 cigány nemzetiségű; 1198 ortodox vallású.
- 2011-ben 1350 lakosából 1291 román, 20 cigány nemzetiségű volt.

## Látnivalók
- Kis ortodox fatemploma 1770-ben vagy 71-ben épült, illetve egy legenda szerint Vízaknáról szállították ide. 1772-ben a craiovai Simion Oprovici festette ki belsejét.
- Mellette áll az 1818 előtt épült kőtemplom, melynek belső festése 1998 és 2001 között készült.

## Híres emberek
- Itt tevékenykedett és halt meg Johann Knall evangélikus lelkész, zeneszerző (?–1794).